# Ґоґолево (Західнопоморське воєводство)
Ґоґолево (пол. Gogolewo, нім. Pegelow) — село в Польщі, у гміні Маряново Старгардського повіту Західнопоморського воєводства.
Населення — 377 осіб (2011).
У 1975—1998 роках село належало до Щецинського воєводства.

## Демографія
Демографічна структура станом на 31 березня 2011 року:
|          | Загалом | Допрацездатний вік | Працездатний вік | Постпрацездатний вік |
| -------- | ------- | ------------------ | ---------------- | -------------------- |
| Чоловіки | 185     | 40                 | 131              | 14                   |
| Жінки    | 192     | 43                 | 117              | 32                   |
| Разом    | 377     | 83                 | 248              | 46                   |